# Jemnice
Jemnice (deutsch Jamnitz, älter auch Jemnitz, Gemnitz und Jempnitz) ist eine Stadt in Tschechien mit 4300 Einwohnern in der mährischen Region Vysočina. Die Stadt ist Mitglied der Mikroregion Jemnice.

## Geschichte
Das wirtschaftliche und kulturelle Zentrum liegt auf einer Anhöhe über dem Fluss Želetavka. Aus strategischen Gründen und zur besseren Verteidigung wurde es 1227 auf Geheiß des Königs Ottokar I. auf einem Felsen über dem Fluss gegründet. Allerdings wurde der Bau der Befestigung erst im 14. Jahrhundert beendet.
Am 4. Februar 1327 erhielt die Stadt von König Johann weitere Privilegien und wurde Freie Königliche Stadt. Im 19. Jahrhundert wurde Jemnice zweimal von der Pest heimgesucht und während des Brandes 1832 wurde das Stadtzentrum schwer beschädigt. 
In Jamnitz befand sich früher auch ein Kloster der Franziskaner-Observanten (OFMObs), in dessen ehemaliger Kirche bedeutende Wandmalereien entdeckt wurden.

## Stadtgliederung
Die Stadt Jemnice besteht aus den Ortsteilen Louka (Lauka), Jemnice (Jamnitz) und Panenská (Frauendorf).

## Sehenswürdigkeiten
- Jüdisches Viertel und Jüdischer Friedhof
- Stadtbefestigung
- Schloss Jemnice
- Pallavicini-Mausoleum über dem Tal der Želetavka bei Louka, nördlich der Stadt

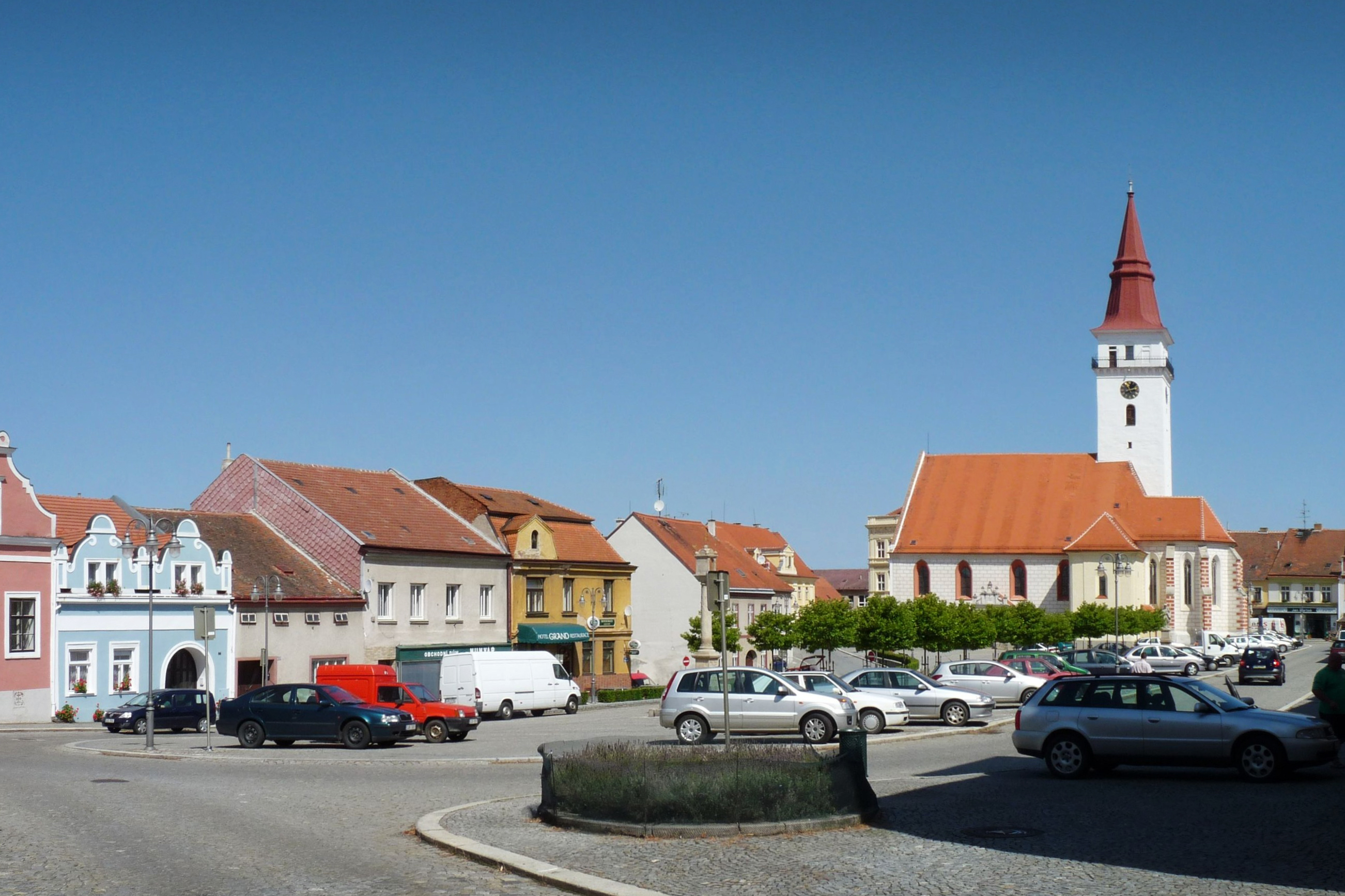
Náměstí Svobody (Freiheitsplatz)
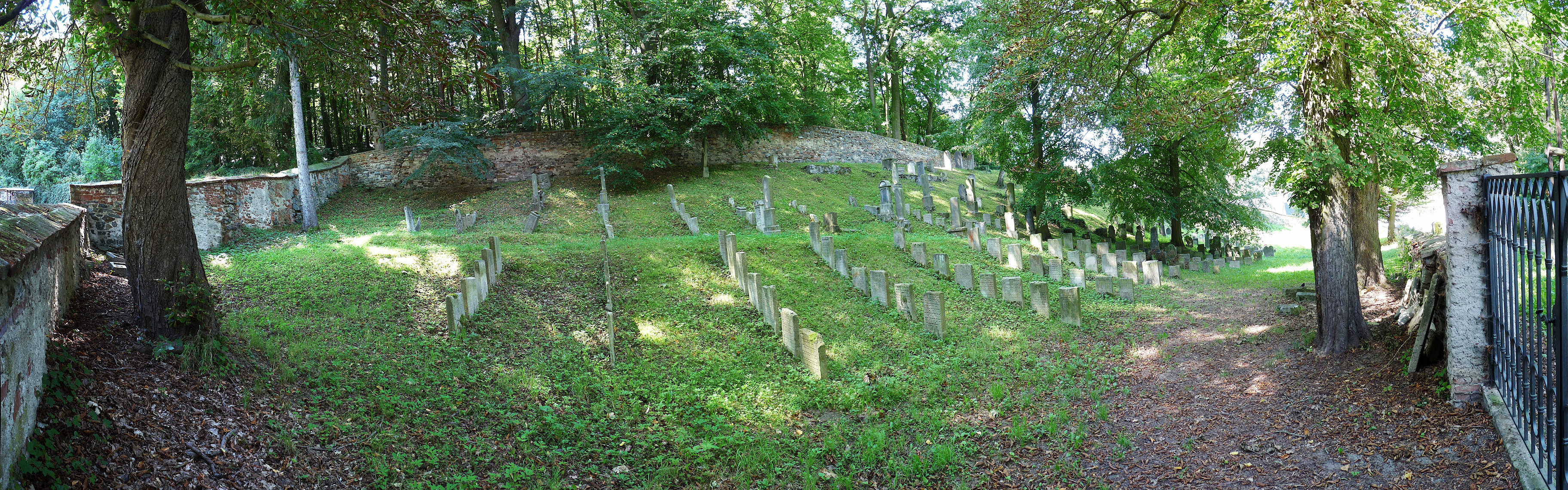
Jüdischer Friedhof
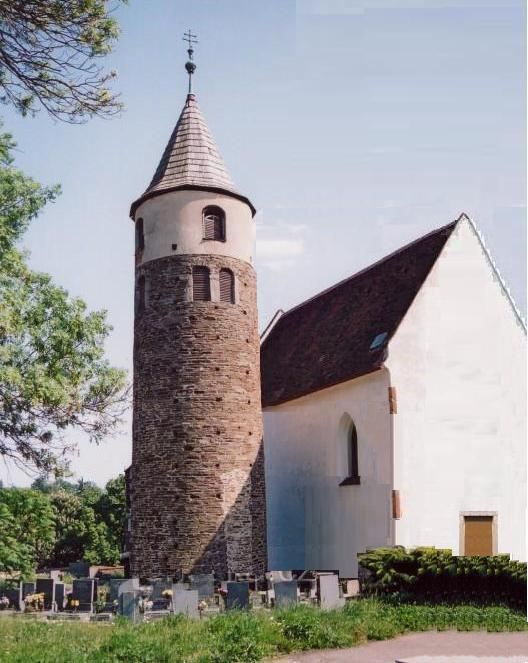
Romanischer Turm der Kirche St. Jakob

## Verkehr
Jemnice ist Endpunkt der nicht mehr regulär im Personenverkehr bedienten Bahnstrecke Moravské Budějovice–Jemnice.

## Städtepartnerschaften
- Raabs an der Thaya, Österreich
- Reszel, Polen

## Söhne und Töchter der Stadt
- Hugo Charlemont (1850–1939), österreichischer Maler
- David Oppenheim (1816–1876), Rabbiner
- Joachim Heinrich Oppenheim (1832–1891), Rabbiner
- Oskar Srnka (1884–1966), Professor für Schwachstromtechnik und Rektor der Deutschen Technischen Hochschule in Brünn
- Karel Werner (1925–2019), tschechoslowakisch-britischer Indologe, Orientalist und Religionswissenschaftler